# Repna ogrščica
Répna ógrščica (znanstveno ime Brassica napus subsp. napus), tudi óljna ógrščica, je poljščina, namenjena pridelavi rastlinskega olja za človeško in živalsko prehrano. Olje ogrščice se uporablja tudi za pridelavo biodizla, goriva za pogon dizelskih motorjev, zlasti za vozila. Nasade repne ogrščice spoznamo po živahni rumeni barvi.
Prvotno, pred stoletji je bilo olje ogrščice v uporabi predvsem za ne-prehranske namene; kot olje za svetilke in mazanje strojev, kasneje pa se je počasi uveljavljalo kot olje za pripravo jedi. Prvotne sorte ogrščice in način predelave so dale olje, v katerem je ostalo precej klorofila, kar je dalo olju neželeno zeleno barvo. Olje klasičnih kultivarjev vsebuje tudi preveč eruka kisline in glukosinolatov, spojin ostrega okusa, ki so značilne sestavine gorčice.
Kanadski poljedelski strokovnjaki so z izbiro vzgojili kultivar z boljšimi lastnostmi. Leta 1974 so pridelali sorto, ki vsebuje malo eruka kisline in glukosinolatov. Tudi angleško ime rapeseed ni najprimernejše za trženje, zato so uvedli tržno znamko novega kultivarja: Canola (iz Canadian Oil Low Acid, kanadsko olje z malo kisline). Kanadski in avstralski pisci se držijo novega poimenovanja, poljščino dosledno imenujejo canola.
Repna ogrščica je za sojo in palmami tretji najpomembnejši vir rastlinskih olj na svetu ter drugi najpomembnejši vir beljakovin za prehrano.
V Evropi se olje ogrščice uporablja predvsem za živalsko prehrano, nekaj pa tudi za proizvodnjo biodizla.

## Pridelava
| Svetovna proizvodnja repne ogrščice (milijonov ton) | Svetovna proizvodnja repne ogrščice (milijonov ton) |
| --------------------------------------------------- | --------------------------------------------------- |
| 1965                                                | 5,2                                                 |
| 1975                                                | 8,8                                                 |
| 1985                                                | 19,2                                                |
| 1995                                                | 34,2                                                |
| 2005                                                | 46,4                                                |
| Vir: FAO                                            |                                                     |

| Največje proizvajalke repne ogrščice - 2005 (milijonov ton) | Največje proizvajalke repne ogrščice - 2005 (milijonov ton) |
| ----------------------------------------------------------- | ----------------------------------------------------------- |
| Ljudska republika Kitajska                                  | 13,0                                                        |
| Kanada                                                      | 8,4                                                         |
| Indija                                                      | 6,4                                                         |
| Nemčija                                                     | 4,7                                                         |
| Francija                                                    | 4,4                                                         |
| Združeno kraljestvo                                         | 1,9                                                         |
| Poljska                                                     | 1,4                                                         |
| Avstralija                                                  | 1,1                                                         |
| Skupno Svet                                                 | 46,4                                                        |
| Vir: FAO                                                    |                                                             |